# Lãnh tụ Khối Đồng minh Chiến tranh thế giới thứ hai

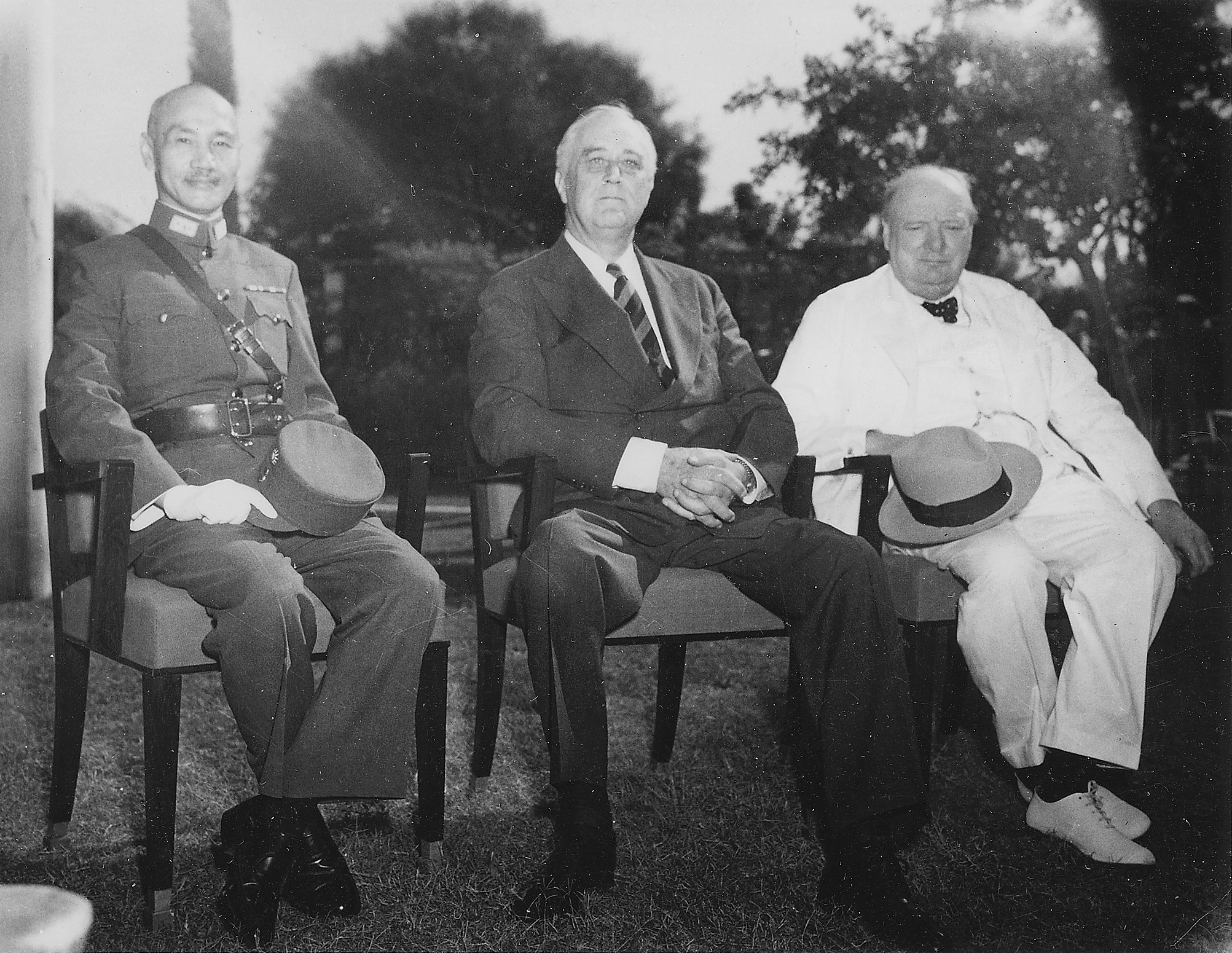
Ảnh chụp chung đại nguyên soái Tưởng Trung Chính, tổng thống Roosevelt và thủ tướng Churchill trong khoảng thời gian diễn ra Hội nghị Cairo, vào ngày 25 tháng 11 năm 1943.

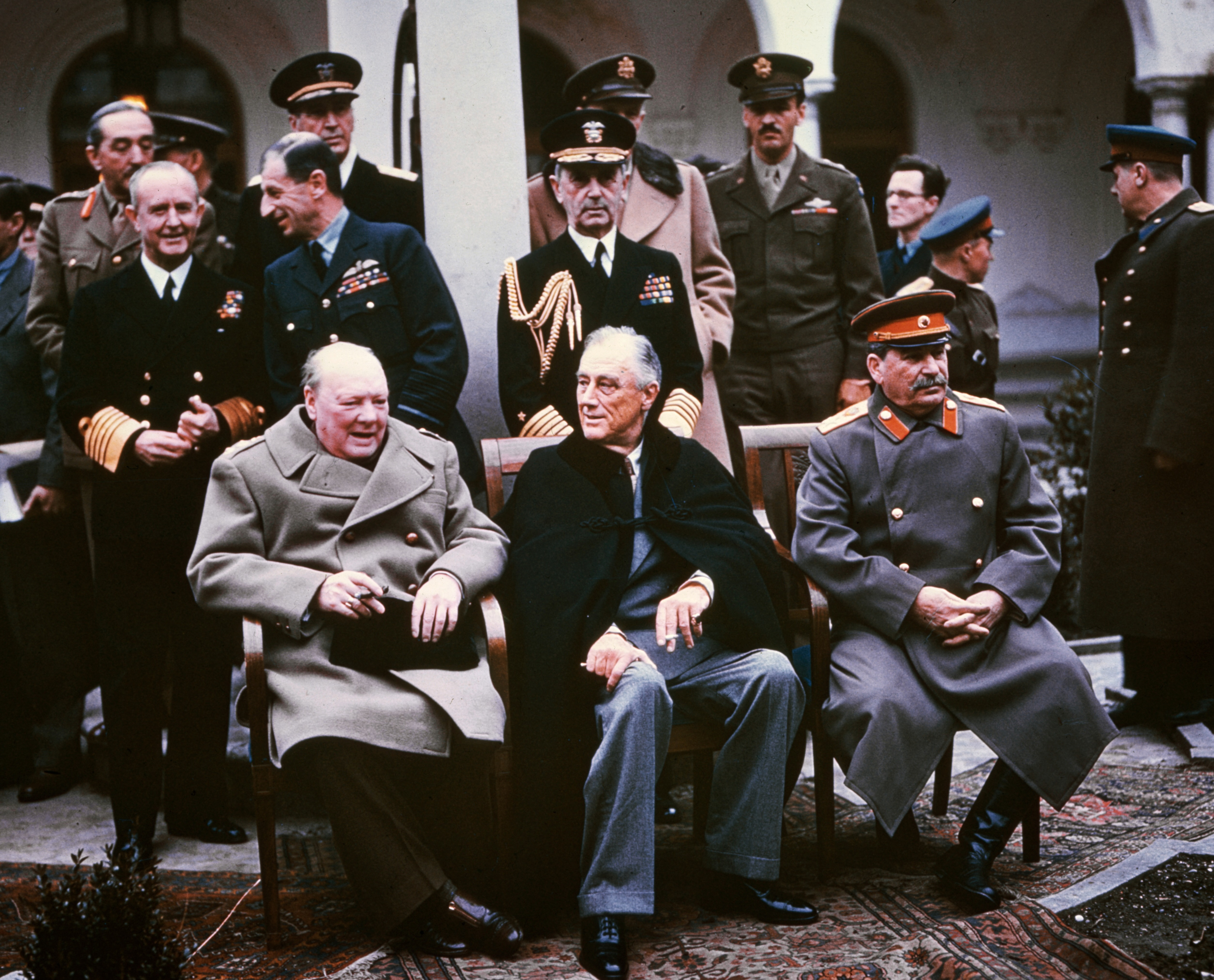
Ba ông trùm trong Hội nghị Yalta: Churchill, Roosevelt và Stalin.

Lãnh tụ Khối Đồng minh Chiến tranh thế giới thứ hai là người đứng đầu chính phủ và tướng lĩnh quân sự của Khối Đồng minh trong chiến tranh thế giới thứ hai. Trong chiến tranh toàn diện, họ cần phải thích ứng chiến tranh hiện đại kiểu mới ở phương diện quân sự, tâm lí và kinh tế.

## Bỉ

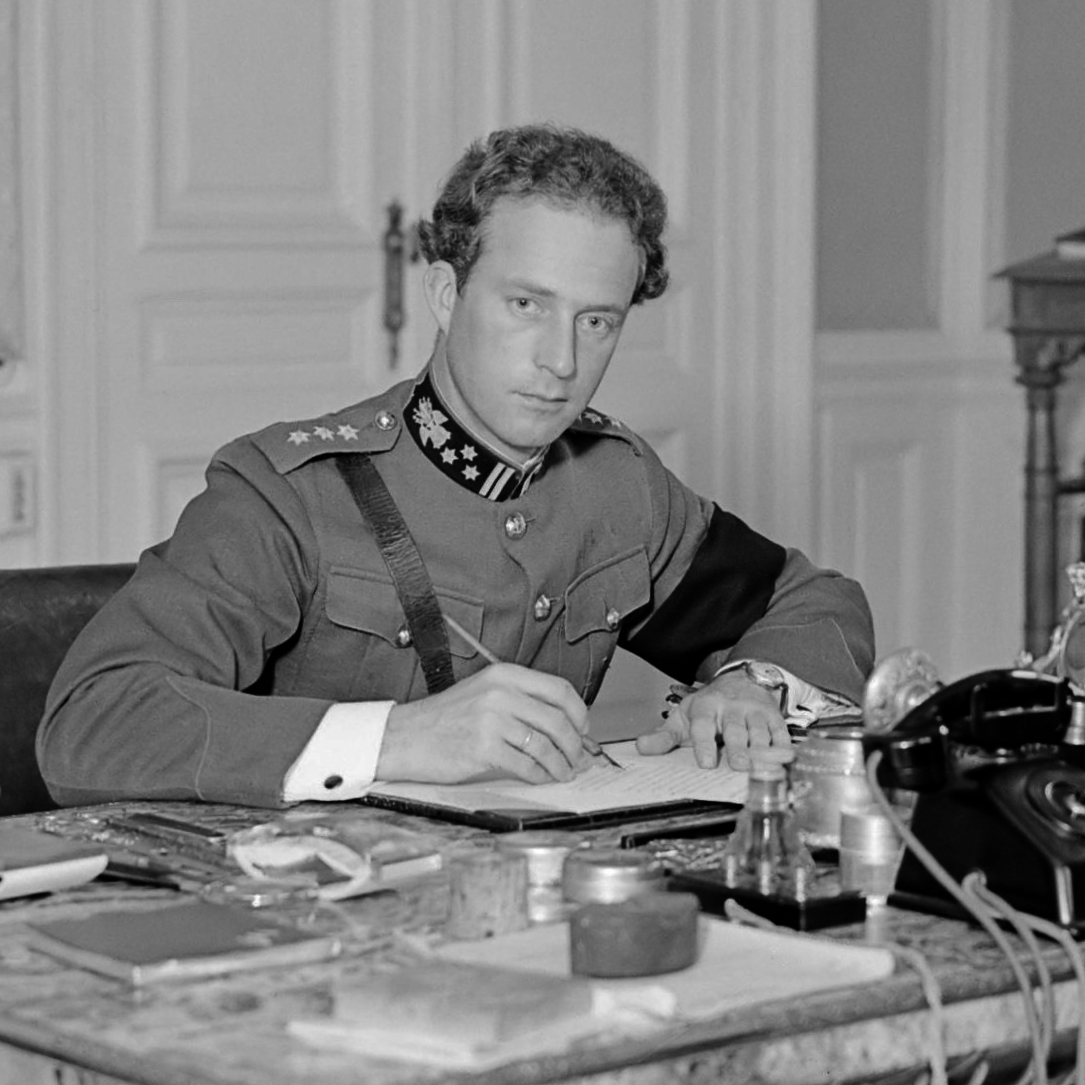
Léopold III

- Léopold III - đảm nhiệm quốc vương Bỉ từ năm 1934 đến năm 1951.Trước khi bắt đầu chiến tranh Léopold III đề xuất chuẩn bị nghênh chiến. Sau khi Bỉ đầu hàng, toàn bộ chính phủ dời đến Anh Quốc, nhưng riêng ông ấy ở lại đối mặt quân xâm lược, dứt khoát từ chối hợp tác với Đức Quốc Xã.
- Hubert Pierlot - thủ tướng thứ 41 của Bỉ.

## Brazil

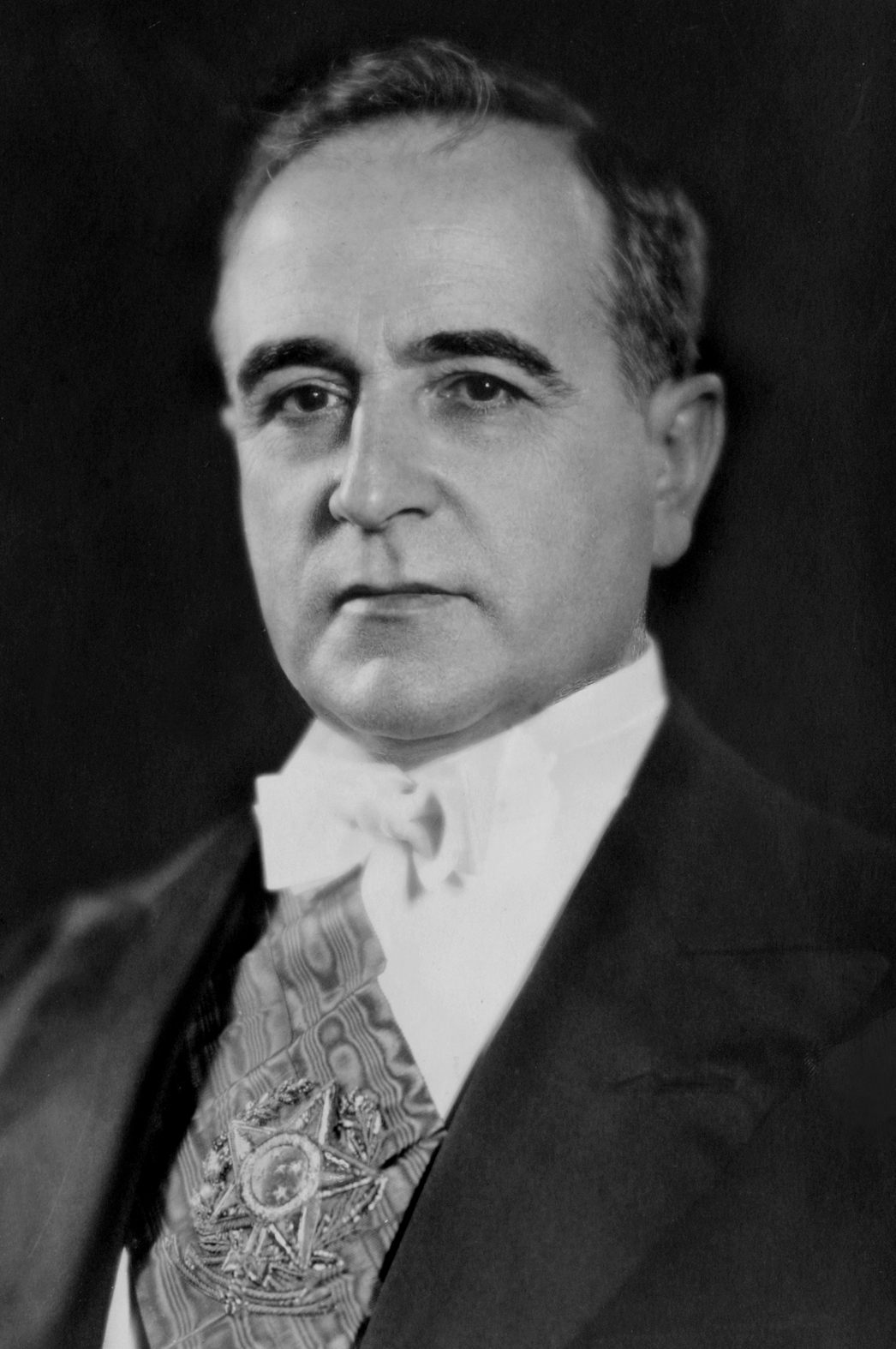
Getúlio Vargas

- Getúlio Vargas - hai lần nhậm chức tổng thống Brazil, năm 1942 tuyên chiến hướng về nước trung tâm trục.

## Khối Thịnh vượng chung Anh

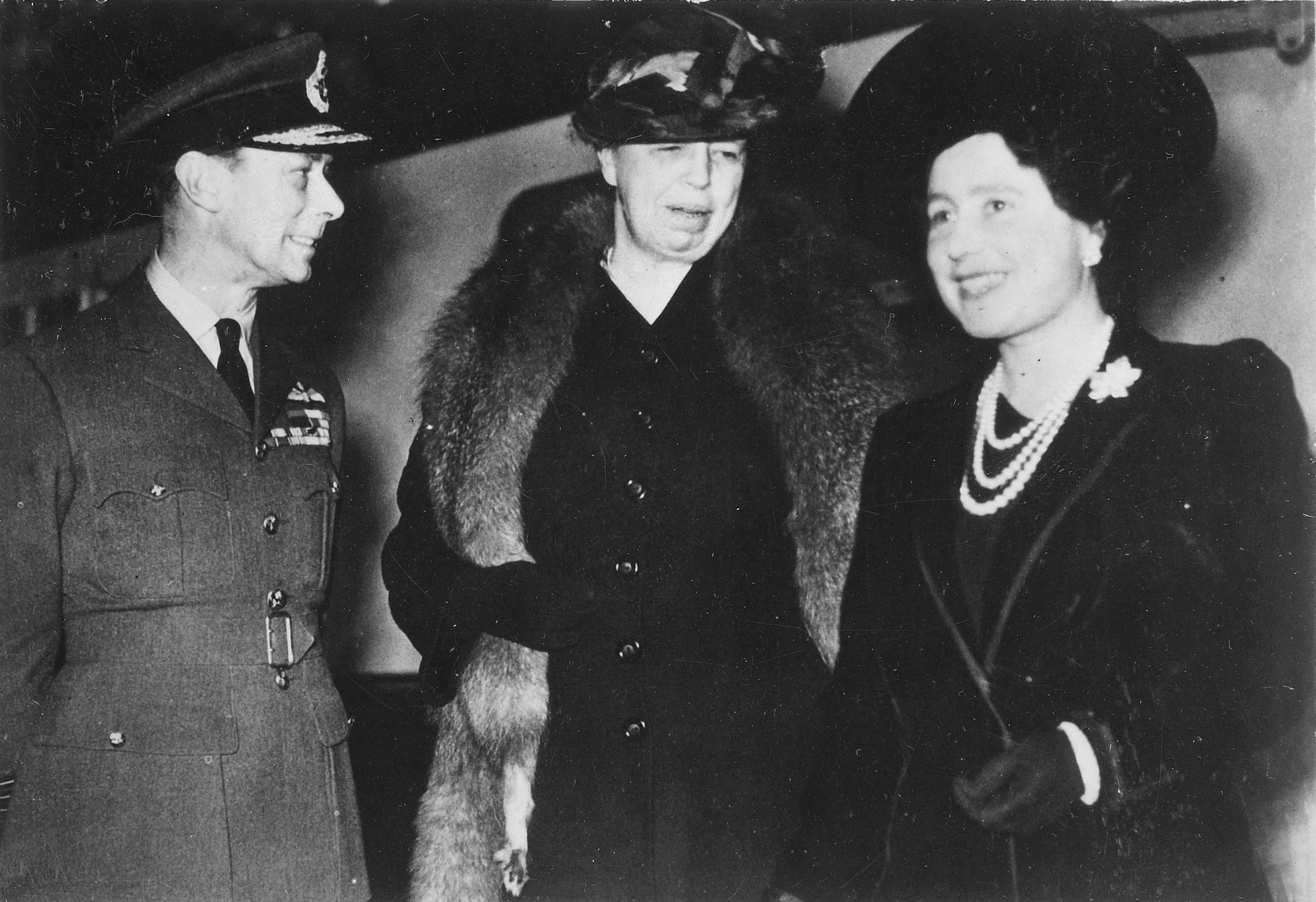
George VI, vương hậu Elizabeth, phu nhân Roosevelt ở Luân Đôn.

- George VI - quốc vương Anh Quốc, quân chủ tại vị Khối Thịnh vượng chung Anh trong thời kì chiến tranh, tổng tư lệnh các nước như Anh Quốc, Canada và Úc, cũng là biểu tượng đoàn kết của Khối Thịnh vượng chung Anh trong thời kì chiến tranh. George VI và người nhà của ông đi thăm chỗ bom nổ, nhà máy quân nhu và ở cùng với binh sĩ của Khối Thịnh vượng chung Anh.[1]

### Úc

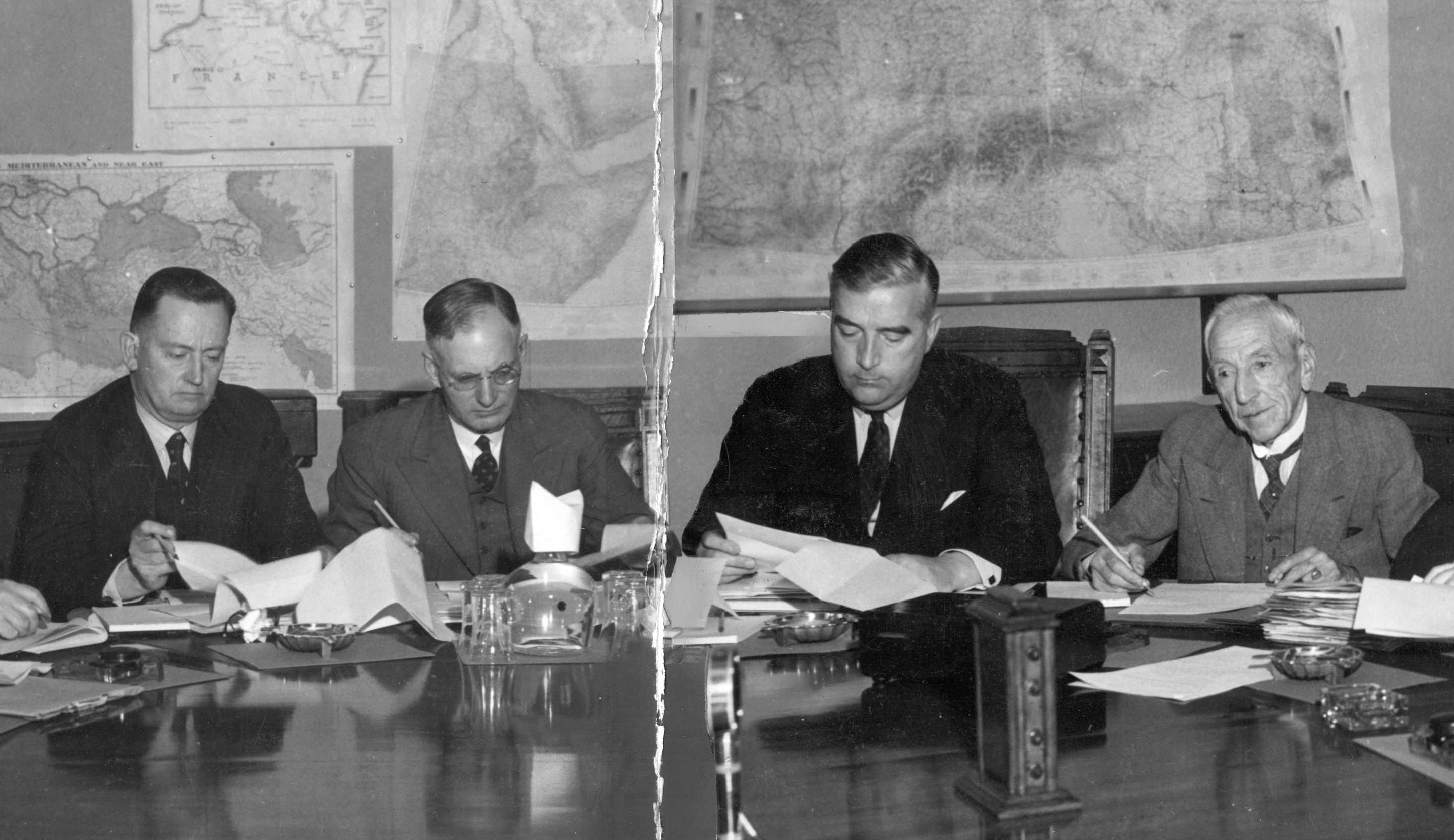
Ba vị thủ tướng Úc thời thế chiến II —— Robert Menzies, John Curtin và Frank Forde cùng một vị thủ tướng Úc thời thế chiến I —— Billy Hughes.

- Robert Menzies - nhà chính trị Úc, là thủ tướng Úc thứ 12, cũng là thủ tướng Úc có thời gian tại nhiệm lâu nhất (từ ngày 26 tháng 4 năm 1939 đến 29 tháng 8 năm 1941 và từ ngày 19 tháng 12 năm 1949 đến 26 tháng 1 năm 1966).[2]
- Arthur Fadden - thủ tướng Úc thứ 13, nối tiếp và thay thế Robert Menzies, trước đó từng đảm nhiệm Quyền Thủ tướng Úc trong khoảng thời gian dài.[3]
- John Curtin - nhà chính trị nổi tiếng ở Úc, thủ tướng Úc thứ 14, từ ngày 7 tháng 10 năm 1941 cho đến qua đời vào ngày 5 tháng 7 năm 1945.[4]
- Frank Forde - sau khi Curtin qua đời được bổ nhiệm làm thủ tướng Úc, ngày 12 tháng 7 từ chức. Ông từng đảm nhiệm Quyền Thủ tướng Úc lúc Curtin ra nước ngoài.[5]
- Ben Chifley - thủ tướng Úc thứ 16, nối tiếp và thay thế Forde, nhiệm kì đến năm 1949.[6]
- Thomas Blamey - tư lệnh Lục quân Úc trong khoảng thời gian chiến tranh.

### Canada
- William Lyon Mackenzie King - thủ tướng Canada thứ 11, 13 và 15.
- Harry Crerar - quan tư lệnh Lực lượng vũ trang Canada.

### New Zealand
- Michael Joseph Savage - thủ tướng New Zealand (từ năm 1935 cho đến qua đời năm 1940).

### Anh Quốc

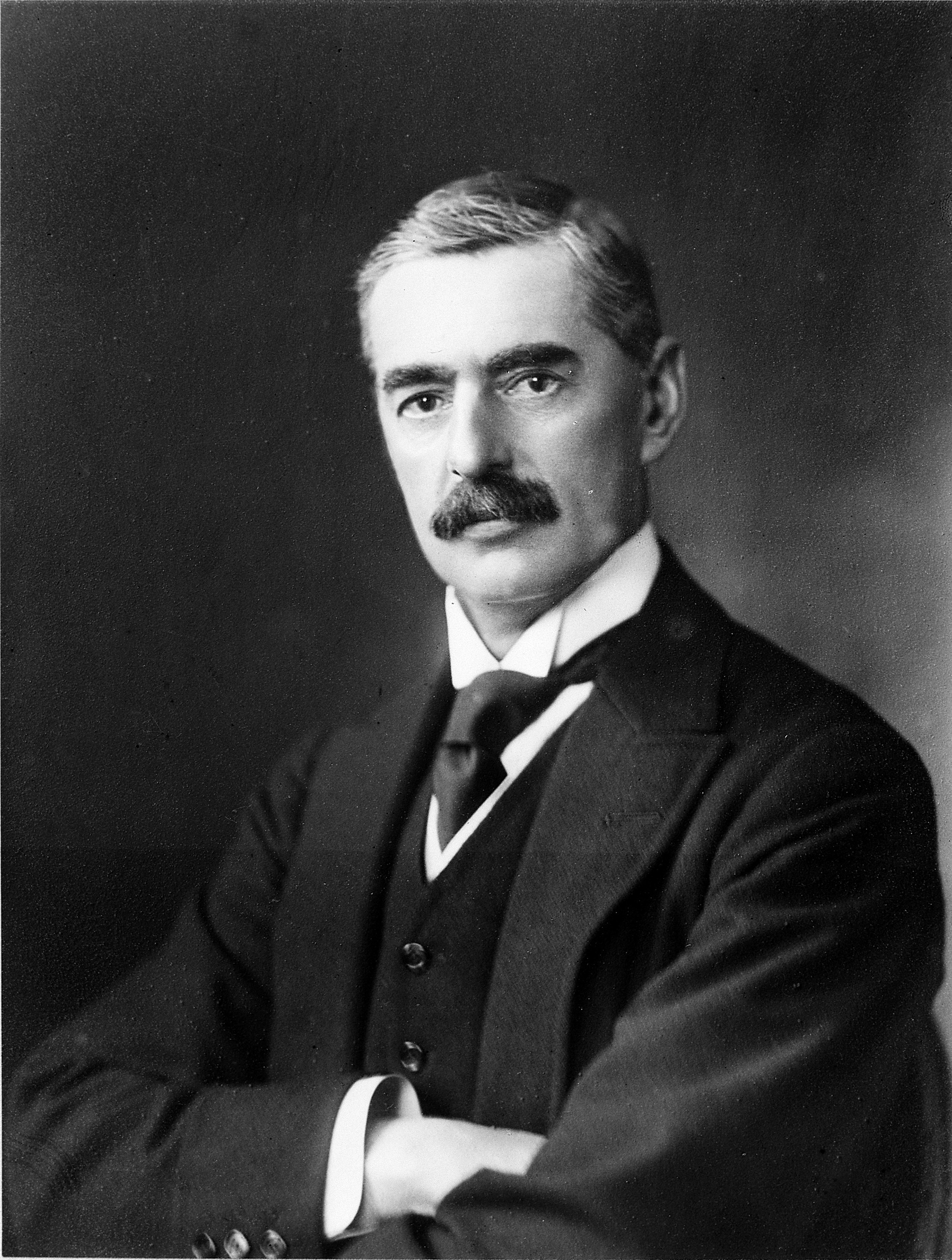
Neville Chamberlain

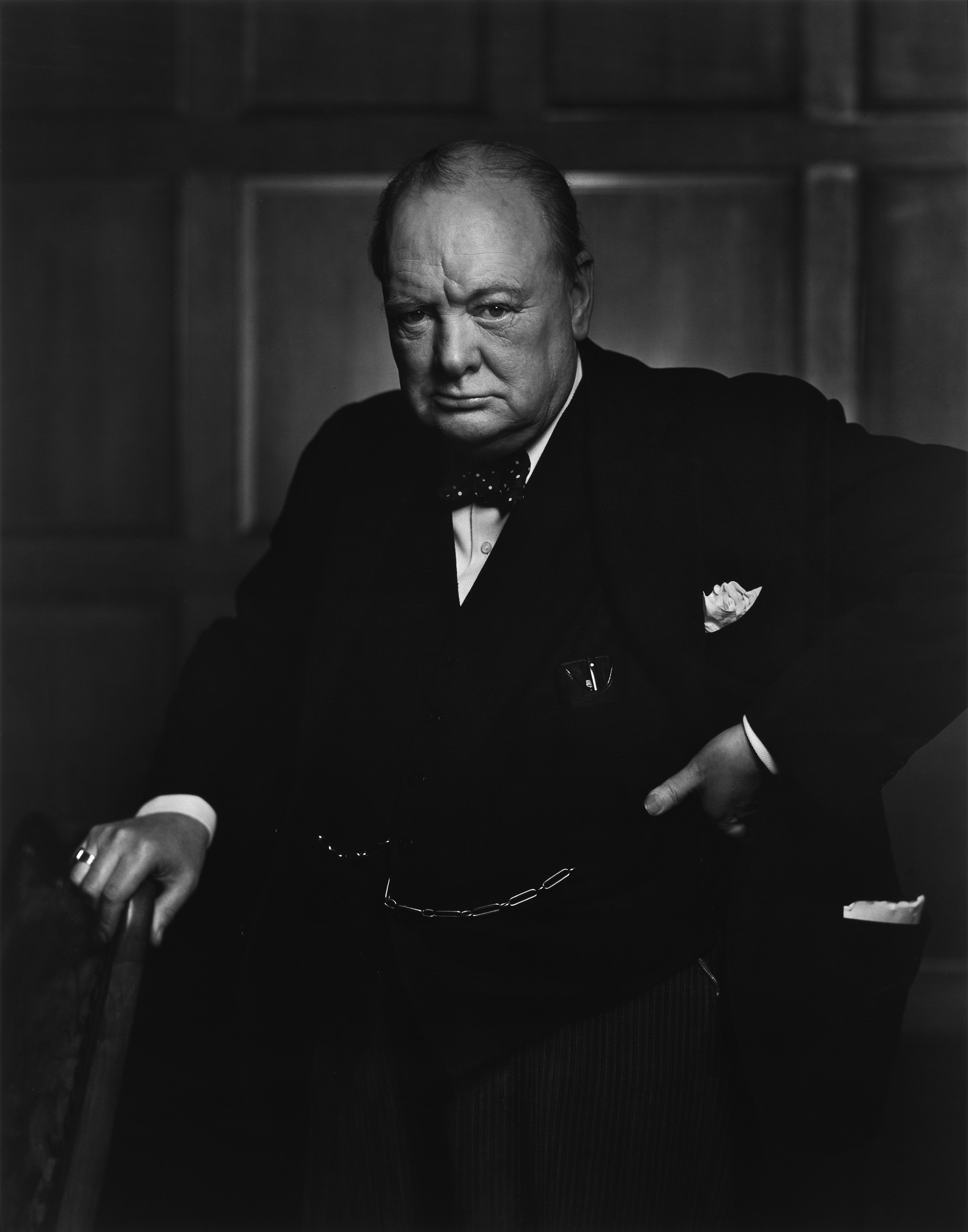
Winston Churchill

- George VI - nhà chính trị, nhà diễn thuyết và nhà quân sự Anh Quốc. Quốc vương Anh Quốc, hoàng đế Ấn Độ. Quân chủ tại vị Khối Thịnh vượng chung Anh trong thời kì chiến tranh, thống soái tối cao các nước như Anh Quốc, Canada, Úc và Ấn Độ thuộc Anh, cũng là biểu tượng đoàn kết của Khối Thịnh vượng chung Anh trong thời kì chiến tranh.
- Winston Churchill - nhà chính trị, nhà diễn thuyết, nhà quân sự và tác giả Anh Quốc, ra đảm nhiệm thủ tướng Anh Quốc từ năm 1940 đến năm 1945.
- Neville Chamberlain - từng thực hành chính sách thoả hiệp đối với Đức Quốc Xã, thủ tướng Anh Quốc trong giai đoạn đầu của chiến tranh.
- Clement Attlee - nhà chính trị thuộc Đảng Lao động Anh Quốc, ra đảm nhiệm thủ tướng Anh Quốc từ năm 1945 đến năm 1951.
- Dudley Pound - đại thần hải vụ thứ nhất Hải quân Hoàng gia Anh Quốc.
- Alan Brooke - nguyên soái Lục quân Anh Quốc và tổng tham mưu trưởng Nội chiến Anh Quốc.
- Andrew Cunningham - nguyên soái Hải quân Anh Quốc.
- Charles Portal - nguyên soái Không quân Anh Quốc, tham mưu trưởng Không quân Hoàng gia Anh Quốc.
- Harold Alexander - nhà chỉ huy quân sự, nguyên soái Lục quân Anh Quốc.
- Bernard Montgomery - nguyên soái Lục quân Anh Quốc.
- Louis Mountbatten - nhà chỉ huy quân sự, nguyên soái Hải quân Anh Quốc.

## Trung Quốc

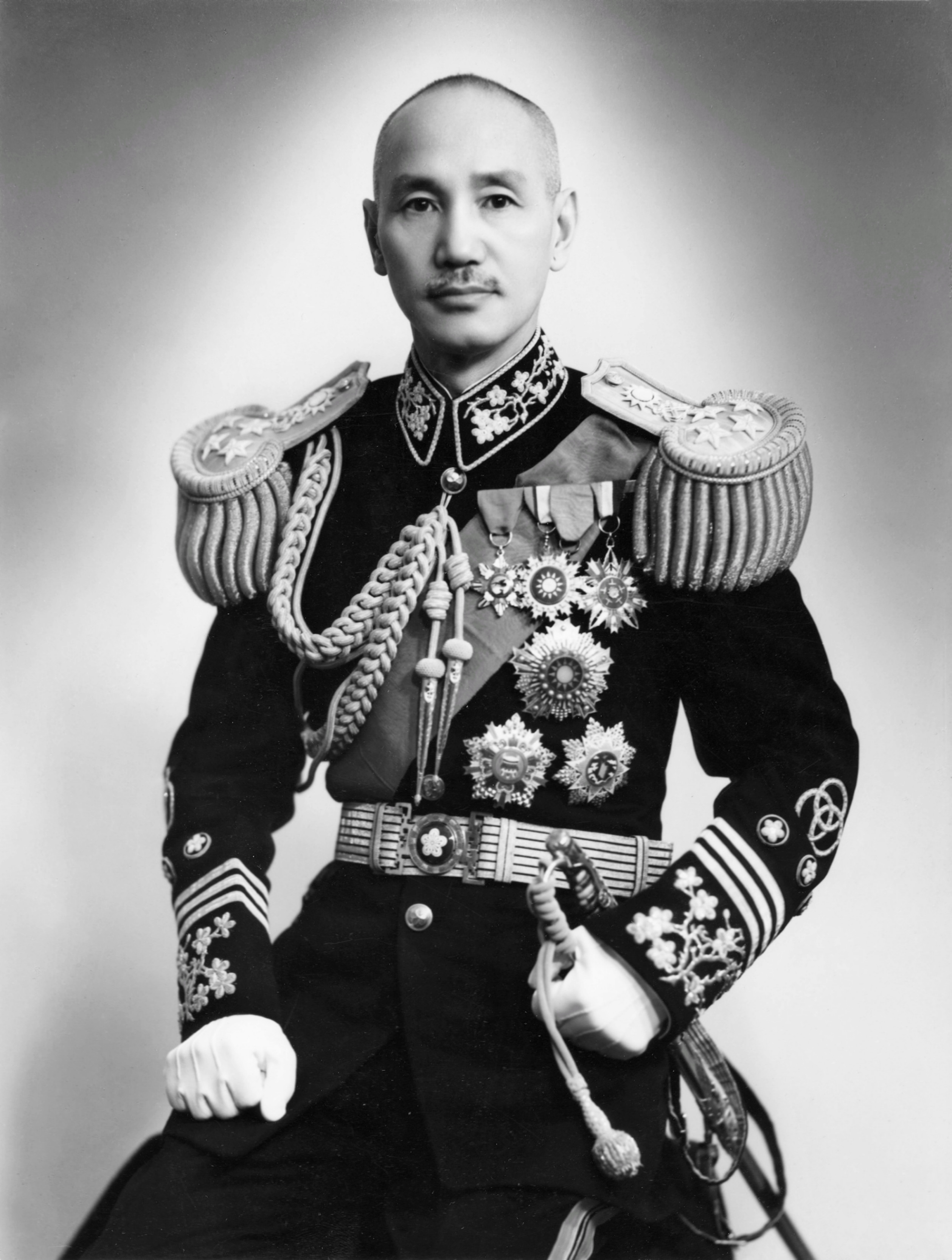
Tưởng Trung Chính

- Tưởng Trung Chính - nguyên soái Lục - Hải - Không quân Trung Hoa dân quốc (từ năm 1937 đến năm 1975), chủ tịch chính phủ Quốc dân (từ năm 1943 đến năm 1947), Viện trưởng Viện Hành chính của chính phủ Quốc dân (từ năm 1935 đến năm 1938; từ năm 1939 đến năm 1945), uỷ viên trưởng Uỷ ban Chính phủ Quốc dân (từ năm 1937 đến năm 1946), chủ tịch Đảng Quốc dân Trung Quốc.
- Lâm Sâm - chủ tịch chính phủ Quốc dân (từ năm 1931 đến năm 1943).
- Trần Thành - đại tướng.
- Diêm Tích Sơn - đại tướng.
- Phùng Ngọc Tường - đại tướng.
- Lí Tông Nhân - đại tướng.
- Bạch Sùng Hi - đại tướng.
- Tiết Nhạc - đại tướng.
- Cố Chúc Đồng - đại tướng.
- Hà Ứng Khâm - đại tướng.
- Mao Trạch Đông - chủ tịch Uỷ ban Trung ương Đảng Cộng sản Trung Quốc, chủ tịch Uỷ ban Quân sự Trung ương Đảng Cộng sản Trung Quốc, sau sự biến Lô Câu Kiều ngày 7 tháng 7, đảng Cộng sản Trung Quốc thực hiện hợp tác Quốc - Cộng lần thứ hai với chính phủ Quốc dân (gọi là "mặt trận thống nhất dân tộc kháng Nhật"), cùng nhau chống lại sự xâm lược của Nhật Bản.
- Chu Đức - thượng tướng, tổng tư lệnh Quân đoàn 18 Quân cách mạng Quốc dân.
- Chu Ân Lai - trung tướng, phó trưởng ban Ban chính trị Uỷ ban Quân sự Chính phủ Quốc dân.
- Bành Đức Hoài - trung tướng, phó tổng tư lệnh Quân đoàn 18 Quân cách mạng Quốc dân.
- Lâm Bưu - trung tướng, sư trưởng sư đoàn 115 thuộc Quân đoàn 18 Quân cách mạng Quốc dân.
- Lưu Bá Thừa - trung tướng, sư trưởng sư đoàn 129 thuộc Quân đoàn 18 Quân cách mạng Quốc dân.
- Diệp Đĩnh - trung tướng, quân trưởng Quân thứ tư Tân biên Quân cách mạng Quốc dân.

## Pháp

### Nước Cộng hoà Đệ tam Pháp

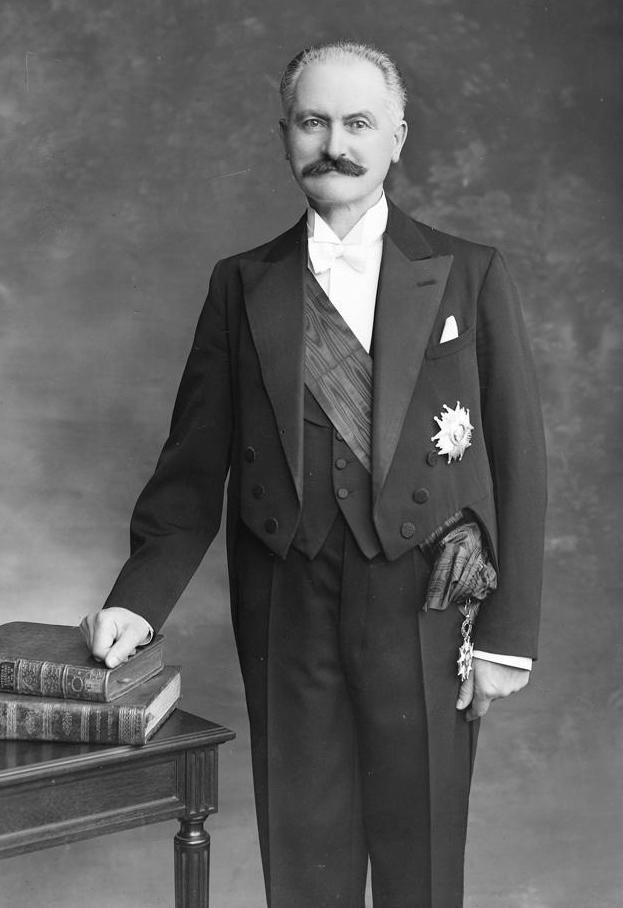
Albert Lebrun

- Albert Lebrun là một vị tổng thống cuối cùng của nước Cộng hoà Đệ tam Pháp.[7]

### Nước Pháp tự do

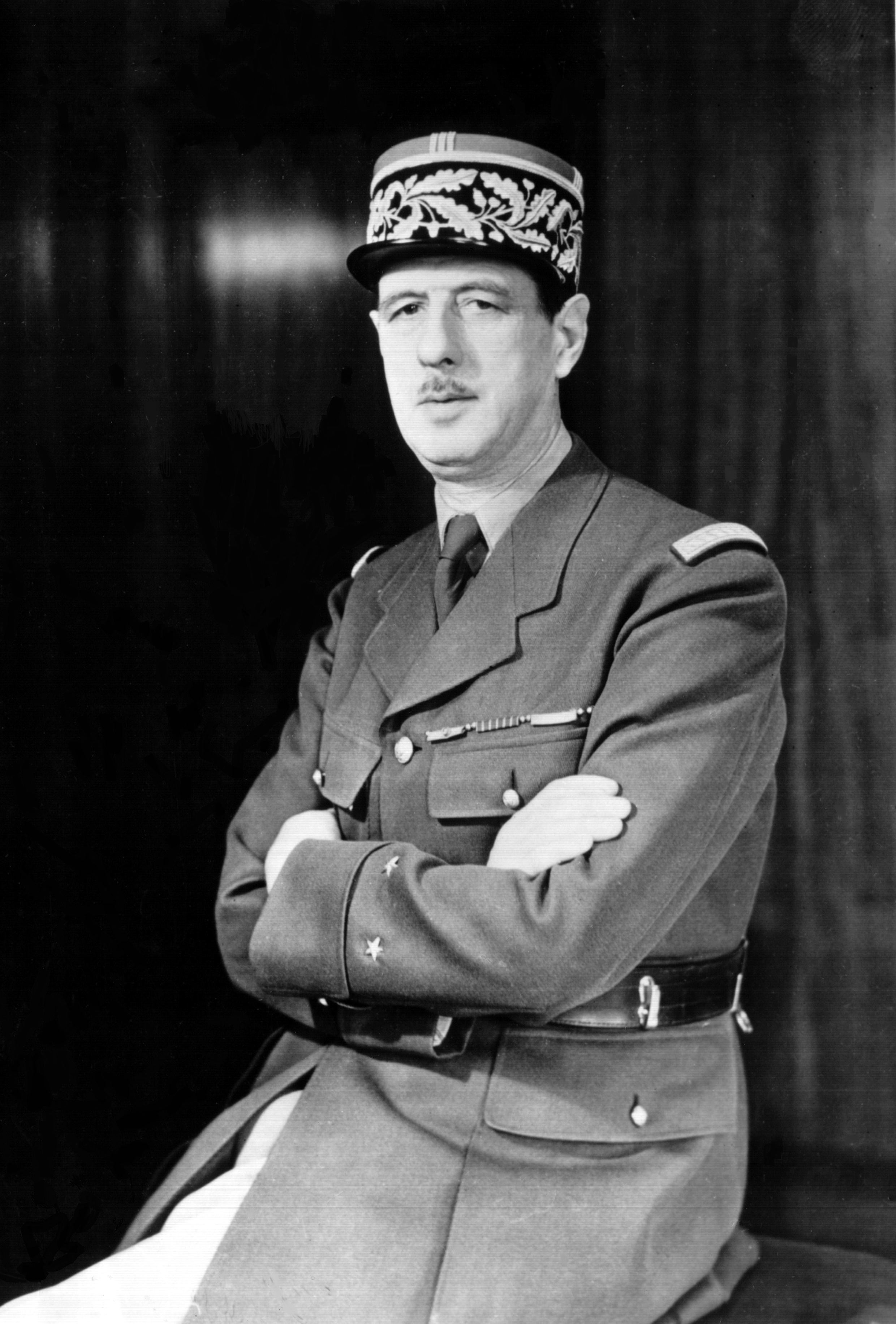
Charles de Gaulle

- Charles de Gaulle - thiếu tướng, nhà chính trị Pháp, trong khoảng thời gian đại chiến tranh thế giới lần thứ hai, sau khi Pháp bị chiếm đóng, ông từng lãnh đạo cuộc vận động Pháp quốc Tự do chống lại Đức Quốc Xã và Pháp quốc Vichy, và lại thành lập nước Cộng hòa Đệ ngũ Pháp sau chiến tranh, đồng thời đảm nhiệm tổng thống đầu tiên.

## Arabia Saudi
- Ibn Saud là quốc vương khai quốc Arabia Saudi.

## Hoa Kỳ

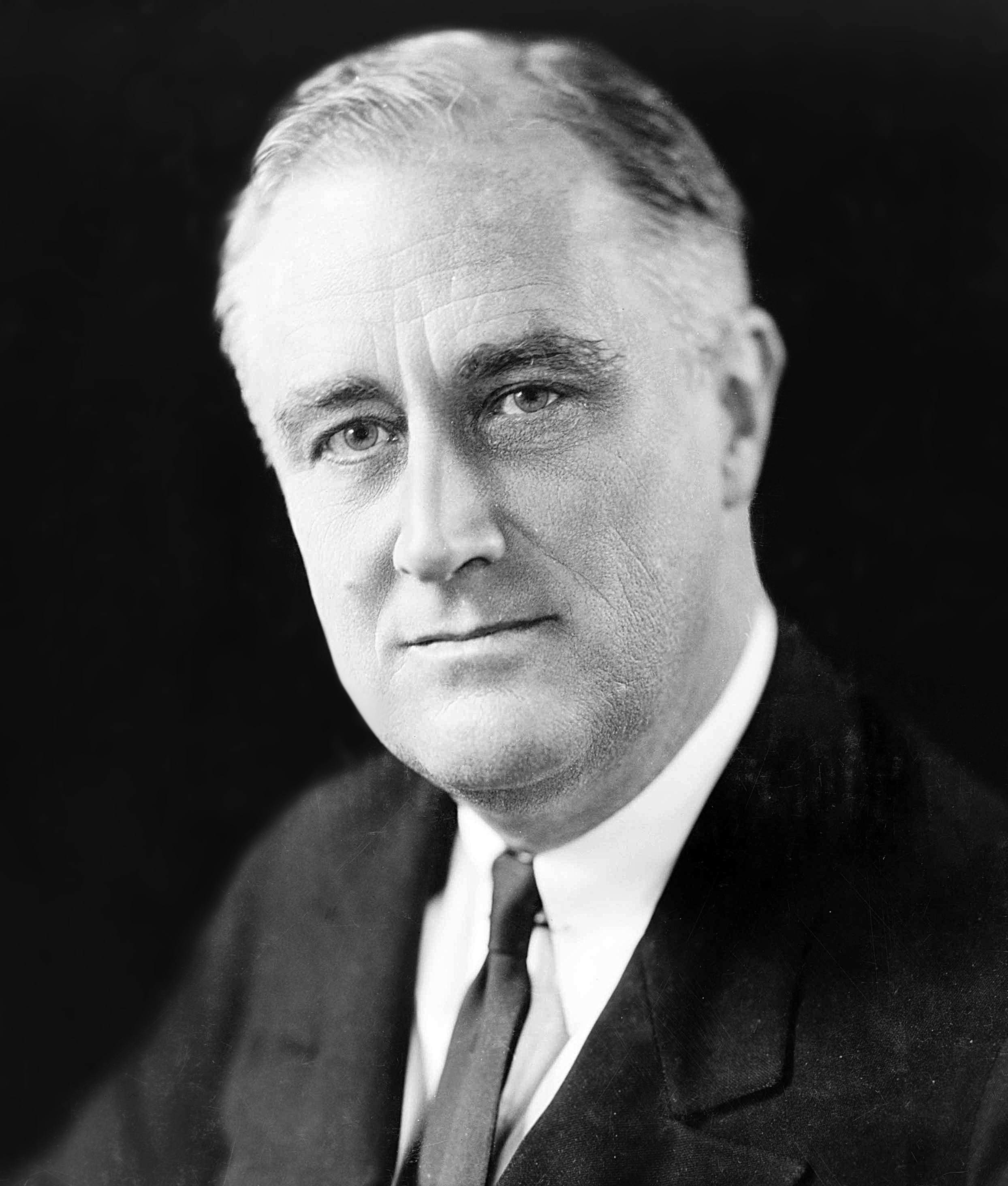
Franklin D. Roosevelt

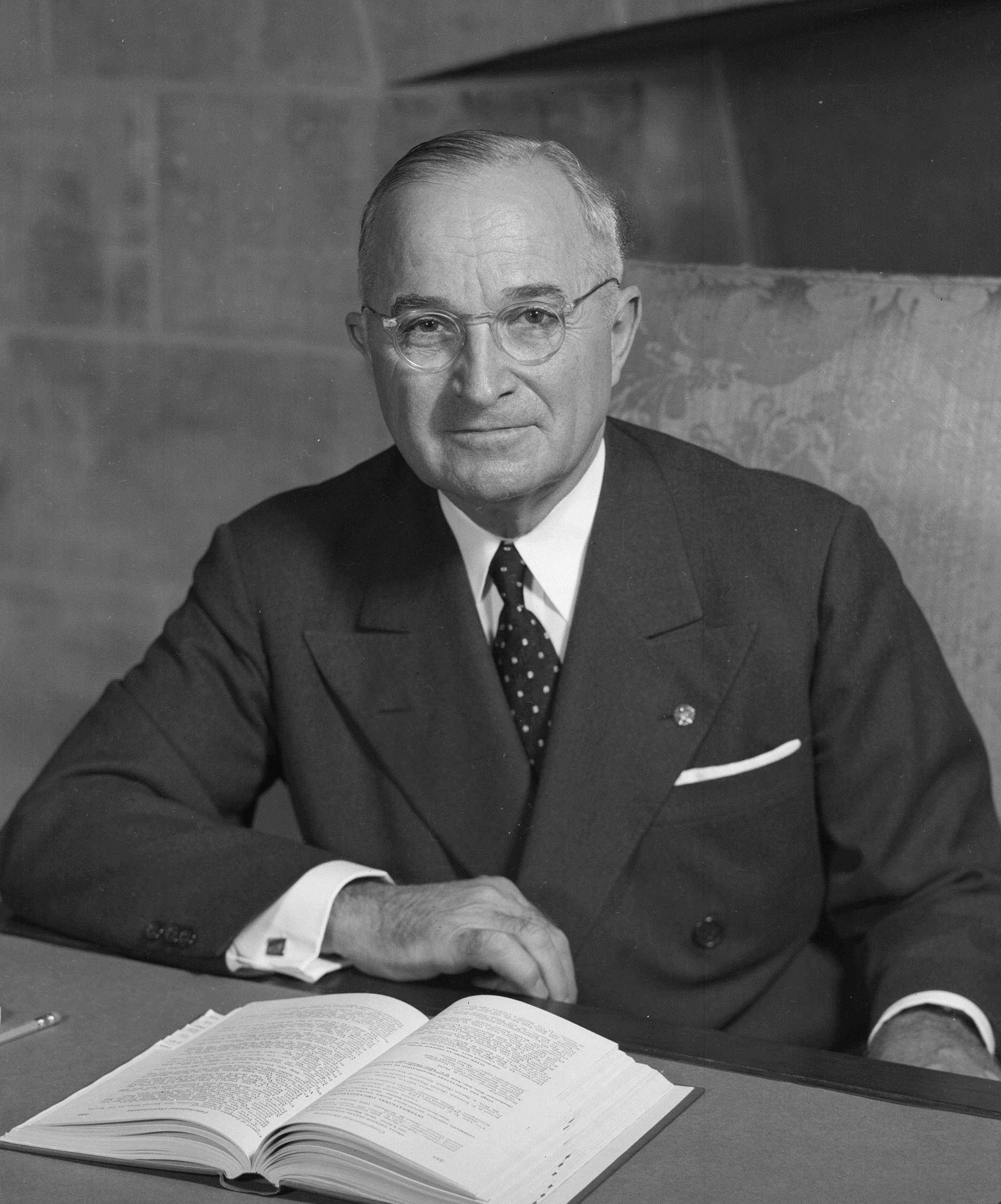
Harry S Truman

- Franklin D. Roosevelt - tổng thống thứ 32 Hoa Kỳ.
- Harry S. Truman - tổng thống thứ 33 Hoa Kỳ.
- Ernest King - thượng tướng năm sao, trưởng ban Ban Tác chiến Hải quân Hoa Kỳ cho đến tổng tư lệnh Hạm đội Hoa Kỳ.
- Dwight D. Eisenhower - thượng tướng năm sao, quan chỉ huy tối cao của Khối Đồng Minh ở châu Âu, ra đảm nhiệm tổng thống thứ 34 Hoa Kỳ.
- Chester W. Nimitz - thượng tướng năm sao, quan chỉ huy tối cao của Hạm đội Thái Bình Dương Hoa Kỳ.
- Douglas MacArthur - thượng tướng năm sao, quan chỉ huy tối cao của Khối Đồng Minh ở tây nam Thái Bình Dương.
- George Marshall - thượng tướng năm sao, tham mưu trưởng Lục quân Hoa Kỳ.
- Claire Lee Chennault - trung tướng, quan chỉ huy tối cao của Đội phi hổ tình nguyện Hoa Kỳ và Đội hàng không thứ 14 Lục quân Hoa Kỳ.

## Liên Xô

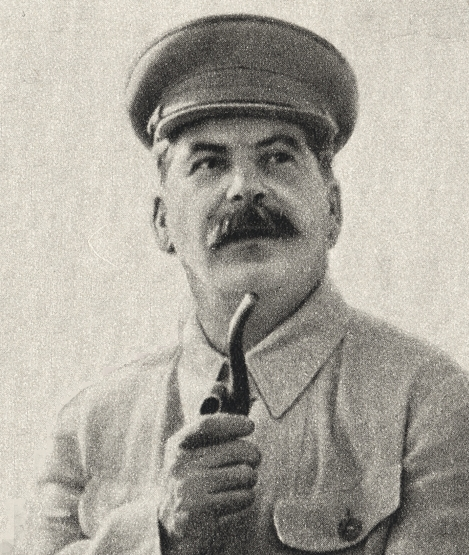
Joseph Stalin

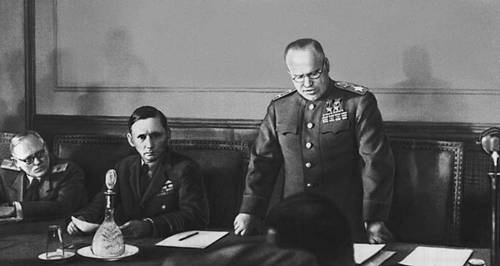
Nguyên soái Zhukov tuyên đọc thư đầu hàng của Đức. Người ngồi bên tay phải ông là nguyên soái không quân Arthur Tedder.

- Stalin - đại nguyên soái, tổng bí thư Uỷ ban Trung ương Đảng Cộng sản Liên Xô (người lãnh đạo tối cao), chủ tịch Hội đồng Bộ trưởng Liên Xô (tức thủ tướng chính phủ), chủ tịch Uỷ ban Quốc phòng Liên Xô, thống soái tối cao Hồng quân Liên Xô.
- Zhukov - nguyên soái, phó thống soái tối cao Hồng quân Liên Xô.
- Kalinin - chủ tịch Đoàn Chủ tịch Xô viết Tối cao Liên Xô (nguyên thủ nhà nước).
- Molotov - bộ trưởng Bộ Uỷ viên Nhân dân Ngoại giao Liên Xô (tức bộ trưởng Bộ Ngoại giao Liên Xô).
- Beria - nguyên soái, bộ trưởng Bộ Uỷ viên Nhân dân Nội chính Liên Xô (tức bộ trưởng Bộ Nội chính Liên Xô).
- Vasilevsky - nguyên soái.
- Rokossovsky - nguyên soái.
- Voroshilov - nguyên soái.
- Budyonny - nguyên soái.
- Timoshenko - nguyên soái.
- Konev - nguyên soái.

## Tiệp Khắc
- Edvard Beneš - tổng thống Tiệp Khắc, sau đó đảm nhiệm thủ tướng của chính phủ lưu vong Tiệp Khắc.
- Klement Gottwald - chủ tịch Đảng Cộng sản Tiệp Khắc, người lãnh đạo chiến tranh du kích.
- Ludvík Svoboda - đại tướng.
- Karel Janoušek - trung tướng không quân.